# Security
Security (bra: Segurança em Risco; prt: Assalto ao Shopping) é um filme norte-americano de 2017 do gênero thriller e ação dirigido por Alain Desrochers e roteirizado por Tony Mosher e John Sullivan. No elenco está Antonio Banderas, Gabriella Wright, Ben Kingsley, Chad Lindberg, entre outros.

## Sinopse
Eddie é um Capitão reformado do Corpo de fuzileiros navais dos EUA que está passando por sérias dificuldades financeiras e pessoais. Ele vai a procura de trabalho para a provisão de sua família e, após muito esforço, finalmente consegue um emprego como vigilante noturno, mas em um Shopping Center distante de sua localidade e com baixa remuneração. Ele inicia o trabalho na mesma noite, recebendo orientações gerais de Vance, o seu supervisor imediato, quando então ele e seus colegas são surpreendidos com o pedido de socorro de uma garota, Jamie, que estava em fuga de um grupo de mercenários profissionais que a querem morta. Eles então se veem sitiados e obrigados a lutarem pela defesa da garota e da própria sobrevivência.

## Elenco
- Antonio Banderas como Eduardo "Eddie" Deacon[5][1]
- Gabriella Wright como Ruby[6][1]
- Ben Kingsley como Charlie[5]
- Liam McIntyre como Vance[5]
- Shari Watson como funcionária da agência de empregos
- Katherine de la Rocha como Jamie[1]
- Chad Lindberg como Mason[7]
- Jiro Wang como Johnny[1]
- Cung Le como Dead Eyes[1]

## Produção
A fotografia do filme começou a ser produzida em novembro de 2015 na Bulgaria e foi finalizada em 22 de janeiro de 2016. Alain Desrochers dirigiu o filme produzido pela Nu Image e distribuído pela Millennium Films, cujo orçamento estimado foi de US$15 milhões.